# Twierdzenie Radona-Nikodýma

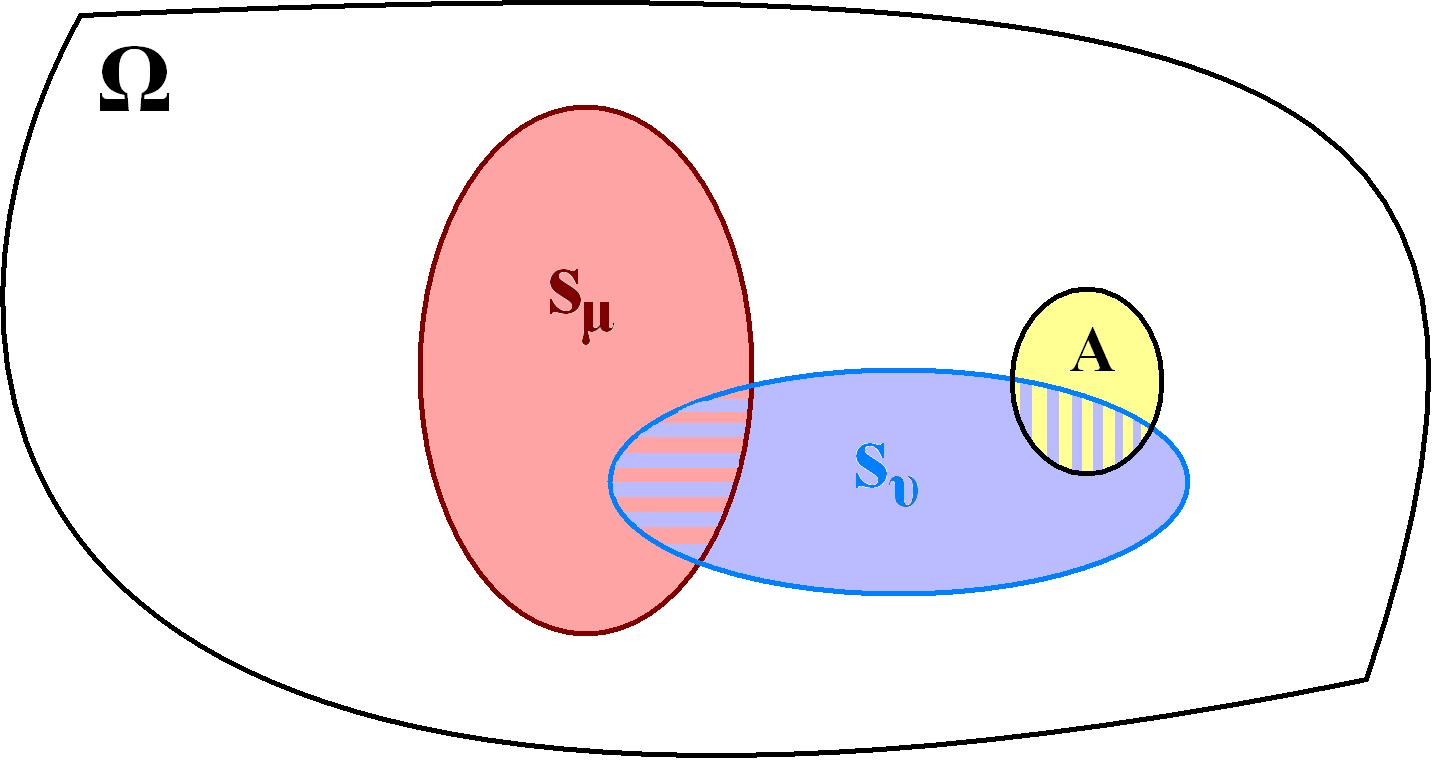
Ilustracja konieczności założenia absolutnej ciągłości miar – nośniki miar są oznaczone jako i Miary mają wartość 0 na zbiorach poza swoimi nośnikami. Całka po zbiorze A względem miary jest równa 0, bo leży on poza jej nośnikiem; z kolei więc twierdzenie nie może być spełnione. Konieczne jest więc założenie czyli po prostu

Twierdzenie Radona-Nikodyma – twierdzenie teorii miary mówiące o reprezentacji pewnych σ-addytywnych funkcjonałów na przestrzeniach mierzalnych, czyli miar. Twierdzenie sformułowane przez Johanna Radona zostało uogólnione przez Ottona M. Nikodýma w 1930 r.
David Fremlin opisuje to twierdzenie oraz środki techniczne potrzebne do jego dowodu jako znajdujące się wśród sześciu najważniejszych wyników teorii miary.

## Oznaczenia i podstawowe definicje
{\displaystyle \Omega } jest dowolnym zbiorem, natomiast {\displaystyle {\mathcal {A}}} jest σ-ciałem jego podzbiorów. Na σ-ciele {\displaystyle {\mathcal {A}}} ustalone są z kolei pewne funkcje {\displaystyle \mu \colon {\mathcal {A}}\longrightarrow [0,+\infty ],\nu \colon {\mathcal {A}}\longrightarrow \mathbb {R} .}
- Funkcja {\displaystyle \nu } nazywana jest σ-addytywną, jeśli dla każdego ciągu parami rozłącznych zbiorów {\displaystyle A_{1},A_{2},\dots \in {\mathcal {A}}} spełniony jest warunek

{\displaystyle \nu \left(\bigcup _{n=1}^{\infty }A_{n}\right)=\sum _{n=1}^{\infty }\nu (A_{n}).}
- Jeśli {\displaystyle \mu } jest miarą oraz {\displaystyle \nu } jest σ-addytywną funkcją zbiorów, to mówi się, że {\displaystyle \nu } jest bezwzględnie (absolutnie) ciągła względem {\displaystyle \mu } (ozn. {\displaystyle \nu \ll \mu }), gdy dla każdego {\displaystyle A\in {\mathcal {A}}} spełniony jest warunek

{\displaystyle \mu (A)=0\Rightarrow \nu (A)=0.}

## Twierdzenie Radona-Nikodýma
Niech {\displaystyle \nu } będzie σ-addytywną funkcją zbioru oraz {\displaystyle \mu } będzie miarą σ-skończoną. Jeśli {\displaystyle \nu } jest absolutnie ciągła względem {\displaystyle \mu ,} to istnieje taka funkcja {\displaystyle h\in L^{1}(\Omega ,{\mathcal {A}},\mu )} (zob. przestrzeń Lp), że dla {\displaystyle A\in {\mathcal {A}}}
{\displaystyle \nu (A)=\int \limits _{A}hd\mu .}
Funkcja {\displaystyle h} wyznaczona {\displaystyle \mu }-prawie wszędzie, nazywana jest pochodną Radona-Nikodýma funkcji {\displaystyle \nu } względem {\displaystyle \mu } i oznaczana jest symbolem
{\displaystyle h={\frac {d\nu }{d\mu }}.}

### Własności
Jeżeli {\displaystyle \lambda \colon {\mathcal {A}}\to \mathbb {R} } jest σ-addytywną funkcją zbiorów bezwzględnie ciągłą względem {\displaystyle \mu } oraz {\displaystyle \lambda \leqslant \nu ,} to
- {\displaystyle {\frac {d\lambda }{d\mu }}\leqslant {\frac {d\nu }{d\mu }},}

- {\displaystyle {\frac {d(a\lambda +b\nu )}{d\mu }}=a{\frac {d\lambda }{d\mu }}+b{\frac {d\nu }{d\mu }}}

o ile {\displaystyle a\lambda ,b\nu >-\infty } stale lub {\displaystyle a\lambda ,b\nu <+\infty } stale dla liczb rzeczywistych {\displaystyle a,b.}

### Twierdzenie o zamianie miary
Pod założeniami twierdzenia Radona-Nikodýma, jeżeli {\displaystyle A\in {\mathcal {A}}} oraz {\displaystyle f\in L^{1}(A,{\mathcal {A}}|_{A},\nu ),} to {\displaystyle f{\frac {d\nu }{d\mu }}\in L^{1}(A,{\mathcal {A}}|_{A},\mu )} oraz
{\displaystyle \int \limits _{A}fd\nu =\int \limits _{A}f{\frac {d\nu }{d\mu }}d\mu .}